# ヴィンセント・オンヤラ
ヴィンセント・オンヤラ（Vincent Onyala、1996年12月10日 - ）は、ケニアのラグビーユニオン選手。

## プロフィール
- ケニア・ナイロビ出身[2]。
- ポジションはフランカー(FL)。
- 身長 183cm、体重 94kg

## 略歴
2021年、東京五輪の7人制ケニア代表に選ばれた。
2024年、パリ2024五輪の7人制ケニア代表に選ばれて共同主将を務めた。